# Elatostema platyceras
Elatostema platyceras es una especie de planta del género Elatostema, perteneciente a la familia Urticaceae.

## Taxonomía
Elatostema platyceras fue descrita por Wen Tsai Wang en 1988.

## Distribución
Se encuentra en el territorio centro-sur de China.